# Zvjezdan Misimović
Zvjezdan Misimović, né le 5 juin 1982  à Munich en Allemagne, est un footballeur international bosnien évoluant au poste de milieu offensif du début des années 2000 à la fin des années 2010.

## Biographie
Zvjezdan commence sa carrière en 2002 au Bayern Munich. Ne jouant pas assez avec les Bavarois, il signe ensuite avec le VfL Bochum en 2004, club avec lequel il descend en seconde division en 2005-2006 avant une remontée immédiate en Bundesliga en 2006. 
La saison suivante il prend la direction du FC Nuremberg où il ne reste qu'une seule saison en raison de la descente de l'équipe en seconde division. Il décide toutefois de rester en Bavière quand en 2008 Felix Magath le fait venir à Wolfsburg pour 4 millions d'euros. Dès sa première saison, en 2008-2009, il est champion d'Allemagne avec « les loups », grâce notamment à ses nombreuses passes décisives. Sa deuxième année est aussi très bonne avec 10 buts inscrits. 
Avec l'arrivée de Diego au mercato 2010, il décide de quitter Wolfsburg pour rejoindre la Turquie. Le 31 août 2010, il s'engage pour une durée de 4 ans avec le Galatasaray SK pour 7 millions d'euros. L’entraîneur Gheorghe Hagi le place pourtant bientôt dans l'équipe réserve.
En mars et après un début de saison décevant, Misimovic décide de quitter le club pour s'engager en faveur du Dinamo Moscou. Au début de janvier 2013, il signe pour trois saisons en faveur du club chinois de Guizhou Renhe. Le transfert est évalué à 3,5 millions d'euros. Il met un terme à sa carrière en 2017.

### Équipe nationale
Il joue dans l'équipe nationale de Bosnie-Herzégovine. Il marque un triplé pour son pays contre l'Estonie le 10 septembre 2008 (match de qualifications pour la Coupe du monde 2010).
Il est le co-capitaine et le joueur bosnien le plus capé de la sélection. Il a notamment disputé la Coupe du monde 2014, la première de l'histoire de la Bosnie-Herzégovine. 

## Palmarès
Avec le VfL Wolfsburg :
- Champion d'Allemagne : 2009

Avec le Bayern Munich :
- Champion d'Allemagne : 2003
- Coupe d'Allemagne : 2003

Avec le Bayern Munich II :
- Regionalliga Ouest : 2004
- Championnat d'Allemagne de D2 : 2006

## Statistiques
| Saison                | Club                  | Championnat           | Championnat | Championnat | Championnat | Coupe(s) nationale(s) | Coupe(s) nationale(s) | Coupe(s) nationale(s) | Supercoupe | Supercoupe | Supercoupe | Compétition(s) continentale(s) | Compétition(s) continentale(s) | Compétition(s) continentale(s) | Compétition(s) continentale(s) | Bosnie-Herzégovine | Bosnie-Herzégovine | Bosnie-Herzégovine | Total | Total | Total |
| Saison                | Club                  | Division              | M.          | B.          | P.d.        | M.                    | B.                    | P.d.                  | M.         | B.         | P.d.       | Comp.                          | M.                             | B.                             | P.d.                           | M.                 | B.                 | P.d.               | M.    | B.    | P.d.  |
| 2002-2003             | Bayern Munich         | Bundesliga            | 1           | 0           | 0           | -                     | -                     | -                     | -          | -          | -          | -                              | -                              | -                              | -                              | -                  | -                  | -                  | 1     | 0     | 0     |
| 2003-2004             | Bayern Munich         | Bundesliga            | 2           | 0           | 0           | 1                     | 0                     | 0                     | -          | -          | -          | -                              | -                              | -                              | -                              | 3                  | 2                  | 0                  | 6     | 2     | 0     |
| Sous-total            | Sous-total            | Sous-total            | 3           | 0           | 0           | 1                     | 0                     | 0                     | -          | -          | -          | -                              | -                              | -                              | -                              | 3                  | 2                  | 0                  | 7     | 2     | 0     |
| 2004-2005             | VfL Bochum            | Bundesliga            | 31          | 3           | 6           | 3                     | 1                     | 0                     | -          | -          | -          | C3                             | 2                              | 0                              | 0                              | 7                  | 2                  | 0                  | 43    | 6     | 6     |
| 2005-2006             | VfL Bochum            | 2. Bundesliga         | 31          | 11          | 6           | 2                     | 1                     | 0                     | -          | -          | -          | -                              | -                              | -                              | -                              | 8                  | 2                  | 0                  | 41    | 14    | 6     |
| 2006-2007             | VfL Bochum            | Bundesliga            | 30          | 6           | 10          | 2                     | 1                     | 0                     | -          | -          | -          | -                              | -                              | -                              | -                              | 8                  | 3                  | 4                  | 40    | 10    | 14    |
| Sous-total            | Sous-total            | Sous-total            | 92          | 20          | 22          | 7                     | 3                     | 0                     | -          | -          | -          | -                              | 2                              | 0                              | 0                              | 23                 | 7                  | 4                  | 124   | 30    | 26    |
| 2007-2008             | FC Nuremberg          | Bundesliga            | 28          | 10          | 3           | 3                     | 3                     | 0                     | -          | -          | -          | C3                             | 6                              | 1                              | 2                              | 6                  | 0                  | 2                  | 43    | 14    | 7     |
| Sous-total            | Sous-total            | Sous-total            | 28          | 10          | 3           | 3                     | 3                     | 0                     | -          | -          | -          | -                              | 6                              | 1                              | 2                              | 6                  | 0                  | 2                  | 43    | 14    | 7     |
| 2008-2009             | VfL Wolfsburg         | Bundesliga            | 33          | 7           | 20          | 4                     | 0                     | 6                     | -          | -          | -          | C3                             | 8                              | 4                              | 0                              | 9                  | 5                  | 6                  | 54    | 16    | 32    |
| 2009-2010             | VfL Wolfsburg         | Bundesliga            | 31          | 10          | 15          | 2                     | 2                     | 1                     | 1          | 0          | 0          | C1+C3                          | 6+6                            | 1+1                            | 2+2                            | 7                  | 1                  | 0                  | 53    | 15    | 20    |
| 2010                  | VfL Wolfsburg         | Bundesliga            | 1           | 0           | 1           | 1                     | 0                     | 0                     | -          | -          | -          | -                              | -                              | -                              | -                              | 1                  | 0                  | 0                  | 3     | 0     | 1     |
| Sous-total            | Sous-total            | Sous-total            | 65          | 17          | 36          | 7                     | 2                     | 7                     | 1          | 0          | 0          | -                              | 20                             | 6                              | 4                              | 17                 | 6                  | 6                  | 110   | 31    | 53    |
| 2010-2011             | Galatasaray SK        | D1                    | 9           | 0           | 1           | -                     | -                     | -                     | -          | -          | -          | -                              | -                              | -                              | -                              | 6                  | 1                  | 0                  | 15    | 1     | 1     |
| Sous-total            | Sous-total            | Sous-total            | 9           | 0           | 1           | -                     | -                     | -                     | -          | -          | -          | -                              | -                              | -                              | -                              | 6                  | 1                  | 0                  | 15    | 1     | 1     |
| 2011-2012             | Dynamo Moscou         | PL                    | 35          | 8           | 5           | 5                     | 2                     | 1                     | -          | -          | -          | -                              | -                              | -                              | -                              | 10                 | 4                  | 3                  | 50    | 14    | 9     |
| 2012                  | Dynamo Moscou         | PL                    | 9           | 0           | 1           | 1                     | 0                     | 0                     | -          | -          | -          | C3                             | 4                              | 0                              | 1                              | 7                  | 4                  | 1                  | 21    | 4     | 3     |
| Sous-total            | Sous-total            | Sous-total            | 44          | 8           | 6           | 6                     | 2                     | 1                     | -          | -          | -          | -                              | 4                              | 0                              | 1                              | 17                 | 8                  | 4                  | 71    | 18    | 12    |
| 2013                  | Guizhou Renhe         | D1                    | 24          | 5           | 12          | 6                     | 2                     | 1                     | -          | -          | -          | AFC                            | 5                              | 0                              | 0                              | 7                  | 1                  | 4                  | 42    | 8     | 17    |
| 2014                  | Guizhou Renhe         | D1                    | 25          | 6           | 8           | 1                     | 1                     | 0                     | -          | -          | -          | AFC                            | 4                              | 0                              | 0                              | 4                  | 0                  | 0                  | 34    | 7     | 8     |
| 2015                  | Guizhou Renhe         | D1                    | 15          | 2           | 5           | 1                     | 0                     | 0                     | -          | -          | -          | -                              | -                              | -                              | -                              | -                  | -                  | -                  | 16    | 2     | 5     |
| Sous-total            | Sous-total            | Sous-total            | 64          | 13          | 25          | 8                     | 3                     | 1                     | -          | -          | -          | -                              | 9                              | 0                              | 0                              | 11                 | 1                  | 4                  | 92    | 17    | 30    |
| Total sur la carrière | Total sur la carrière | Total sur la carrière | 304         | 67          | 93          | 32                    | 12                    | 9                     | 1          | 0          | 0          | -                              | 41                             | 7                              | 7                              | 83                 | 25                 | 19                 | 461   | 111   | 128   |